# (2385) Mustel
(2385) Mustel (1969 VW; 1976 YQ3; A915 RH; A915 SA) ist ein Asteroid des inneren Hauptgürtels, der am 11. November 1969 von der russischen (damals: Sowjetunion) Astronomin Ljudmila Iwanowna Tschernych am Krim-Observatorium (Zweigstelle Nautschnyj) auf der Halbinsel Krim (IAU-Code 095) entdeckt wurde.

## Benennung
(2385) Mustel wurde nach dem Astronomen Ewald Rudolfowitsch Mustel (1911–1988) benannt, der Vorsitzender der Astronomie-Abteilung der Sowjetischen Akademie der Wissenschaften, Autor des Astronomicheskij Zhurnal und Vizepräsident der Internationalen Astronomischen Union von 1970 bis 1976 war. Seine Forschungen umfassen Sonnen- und Sternphysik sowie die Korrelation von geophysikalischen Phänomenen und Sonnenaktivität.